# Kozelsk
Kozelsk, također izgovaran i kao Kozielsk (ruski: Козе́льск) je gradić u Kaluškoj oblasti u Rusiji. 
Nalazi se na obali rijeke Žizdre, pritoke rijeke Oke, 72 km jugozapadno od Kaluge.
Broj stanovnika: 19.907 (popis 2002.)